# The Boy Who Harnessed the Wind
The Boy Who Harnessed the Wind (El nen que va domar el vent) és una pel·lícula britànica dramàtica del 2019 escrita, dirigida i protagonitzada per Chiwetel Ejiofor. La pel·lícula està basada en la memòria homònima de William Kamkwamba i Bryan Mealer. Es va projectar a la secció d'estrenes al Festival de Cinema de Sundance.

## Sinopsi
Un nen de la República de Malaui durant la fam de Bakili Muluzi decideix ajudar les persones del seu poble construint una turbina després de llegir un llibre de ciències en què s'expliquen els passos per a la seva creació i ús.

## Repartiment
- Maxwell Simba com William Kamkwamba
- Chiwetel Ejiofor com Trywell Kamkwamba
- Noma Dumezweni com Edith Sikelo
- Joseph Marcell com el Cap Wembe
- Aïssa Maïga com Agnes Kamkwamba